# OGLE2-TR-L9b
OGLE2-TR-L9b is een exoplaneet in het zuidelijke sterrenstelsel Kiel  (Carina) met ongeveer vijf maal de zwaarte en anderhalf keer de omtrek van Jupiter. De ontdekking van de planeet werd op 4 december 2008 aangekondigd door de ESO, de Europese Zuidelijke Sterrenwacht. 
De ontdekking werd gedaan door drie Leidse studenten bij het testen van een algoritme op data die door de ESO waren verzameld tussen 1997 en 2000 met de methode van microlensing. Bij de analyse van data van ongeveer 15.700 sterren vonden ze bij één ster een regelmatige verzwakking van de lichtsterkte van ongeveer 1% in periodes van 2,5 dag, die wees op een passerend object. Na melding van de vondst bij hun docent kreeg de faculteit toestemming voor vervolgwaarnemingen met de La Silla Very Large Telescope (VLT) van de ESO in Noord-Chili. Daarmee werd bevestigd dat het inderdaad om een planeet ging en niet om bijvoorbeeld een bruine dwerg Het is de eerste planeet die ontdekt is bij een zeer snel roterende ster; de moederster is bovendien uitzonderlijk heet (7000 graden, ruim 1000 graden heter dan de zon). De planeet draait om haar ster op een afstand van ongeveer 3% de afstand Zon-Aarde en is daardoor ook zelf zeer heet. 
De ontdekking van de planeet - die informeel de naam ReMeFra-1 heeft gekregen naar haar drie ontdekkers - is ook daarom bijzonder, omdat de gebruikelijke methode voor het opsporen van passerende objecten (de radial velocity methode) minder geschikt is voor het onderzoek bij zeer snel roterende sterren. Daardoor is het mogelijk dat veel planeten rond dergelijke sterren tot dusver onopgemerkt zijn gebleven.